# Phyllophaga morgani
Phyllophaga morgani är en skalbaggsart som beskrevs av Saylor 1938. Phyllophaga morgani ingår i släktet Phyllophaga och familjen Melolonthidae. Inga underarter finns listade i Catalogue of Life.